# Mike Smith (allenatore di calcio)
Mike Smith (Hendon, 30 novembre 1937 – 22 luglio 2021) è stato un allenatore di calcio inglese.

## Carriera
Cominciò la carriera di commissario tecnico nel 1974, dove ricoprì il ruolo di allenatore della Nazionale gallese. Si trasferì poi nel campionato inglese, allenando l'Hull City, e portò al trionfo l'Egitto nel Coppa d'Africa 1986 prima di ritirarsi dall'esperienza di CT dopo aver occupato, tra il 1994 e il 1995, nuovamente la panchina della Nazionale gallese.

## Palmarès

### Allenatore
- Coppa d'Africa: 1

Egitto: 1986